# Virusul West Nile

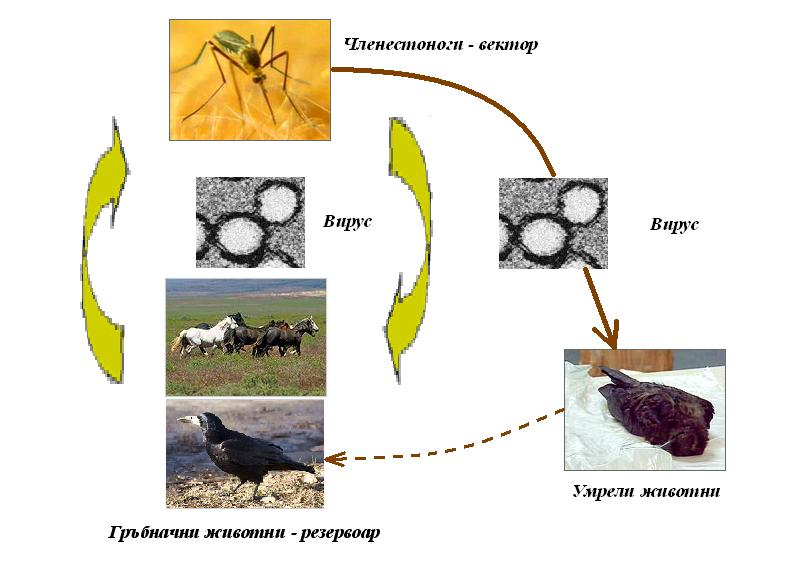
Modul de transmisie

Virusul West Nile este un virus din familia Flaviviridae, care se găsește atât în regiunile tropicale cât și în cele temperate.  Acesta infectează în principal păsările, dar este cunoscut că infectează și oameni, cai, câini, pisici, lilieci, veverițe, sconcși și iepuri domestici. Principala cale de infecție la om este prin mușcătura unui țânțar infectat. 

## Simptome
Aproximativ 90% din persoanele infectate cu virusul West Nile nu prezintă niciun simptom.. 
Virusul West Nile are trei efecte diferite asupra oamenilor. Primul este o infecție asimptomatică, al doilea este un sindrom de febră ușoară numit febră West Nile; cel de-al treilea este meningita sau encefalita West Nile. Proporția populației aflată în aceste trei stări este de aproximativ 110:30:1.